# 潘健成
潘健成（英語：Pua, Khein-Seng，1974年—）），生於馬來西亞雪蘭莪适耕庄，祖籍中國福建，馬來西亞國籍，擁有拿督頭銜，長期居留台灣，企業家，為台灣群聯電子創辦人，曾任董事長。是隨身碟的發明者之一。

## 生平
其家族為馬來西亞第三代華人，先祖來自中國福建。中學畢業於巴生濱華中學，1993年以僑生身份至台灣交通大學（今國立陽明交通大學）控制工程學系就讀。1997年取得工學士學位，1999年取得電機與控制工程系研究所碩士學位。
在就讀碩士期間，慧亞科技（今慧榮科技）董事長周邦基於2000年雇用他與他交大碩士班同學五人，研發快閃記憶體控制晶片。因為慧亞科技經費不足，與周邦基的理念不合，潘健成決定自行創業。經由威達電董事長郭博達與威剛董事長陳立白等人投資，2000年11月在工研院育成中心，成立群聯電子。在2001年成功量產快閃記憶體控制晶片，開發出第一支隨身碟，以此取得韓國三星電子的代工訂單。以此成績，獲得日本東芝電子的投資，以及專利授權，使群聯電子成功上市。

## 家庭
已婚。

## 爭議事件

### 群聯財報造假
在2009年到2014年間指示部屬安排假交易，2016年爆發公司財報不實事件，新竹地檢署偵查後，依刑法偽造私文書、使公務員登載不實及證交法申報不實等罪嫌起訴。2021年，新竹地院一審判決，以違反證交法判刑2年。潘健成向公司請辭董事長，由顏暐駩接任董事長，潘健成轉任執行長。